# Crednerite
La crednerite è un minerale.